# Distrito municipal de Rasos
Distrito municipal de Rasos es un distrito municipal perteneciente al Municipio de Ciudad del Vilna y organizado administrativamente en diez barrios (Ąžuolynė, Basiukai, Belmontas, Katiliškės, Kuprioniškės, Liepkalnis, Lyglaukiai, Markučiai, Rasos, Ribiškės). El distrito se limita con los distritos municipales de Antakalnis, Naujoji Vilnia, Senamiestis y Naujininkai, también con Distrito Municipio de Vilna.

## Barrios
El distrito está formado por los siguientes 10 barriosː
- Ąžuolynė
- Basiukai
- Belmontas
- Katiliškės
- Kuprioniškės
- Liepkalnis
- Lyglaukiai
- Markučiai
- Rasos
- Ribiškės

## Galería

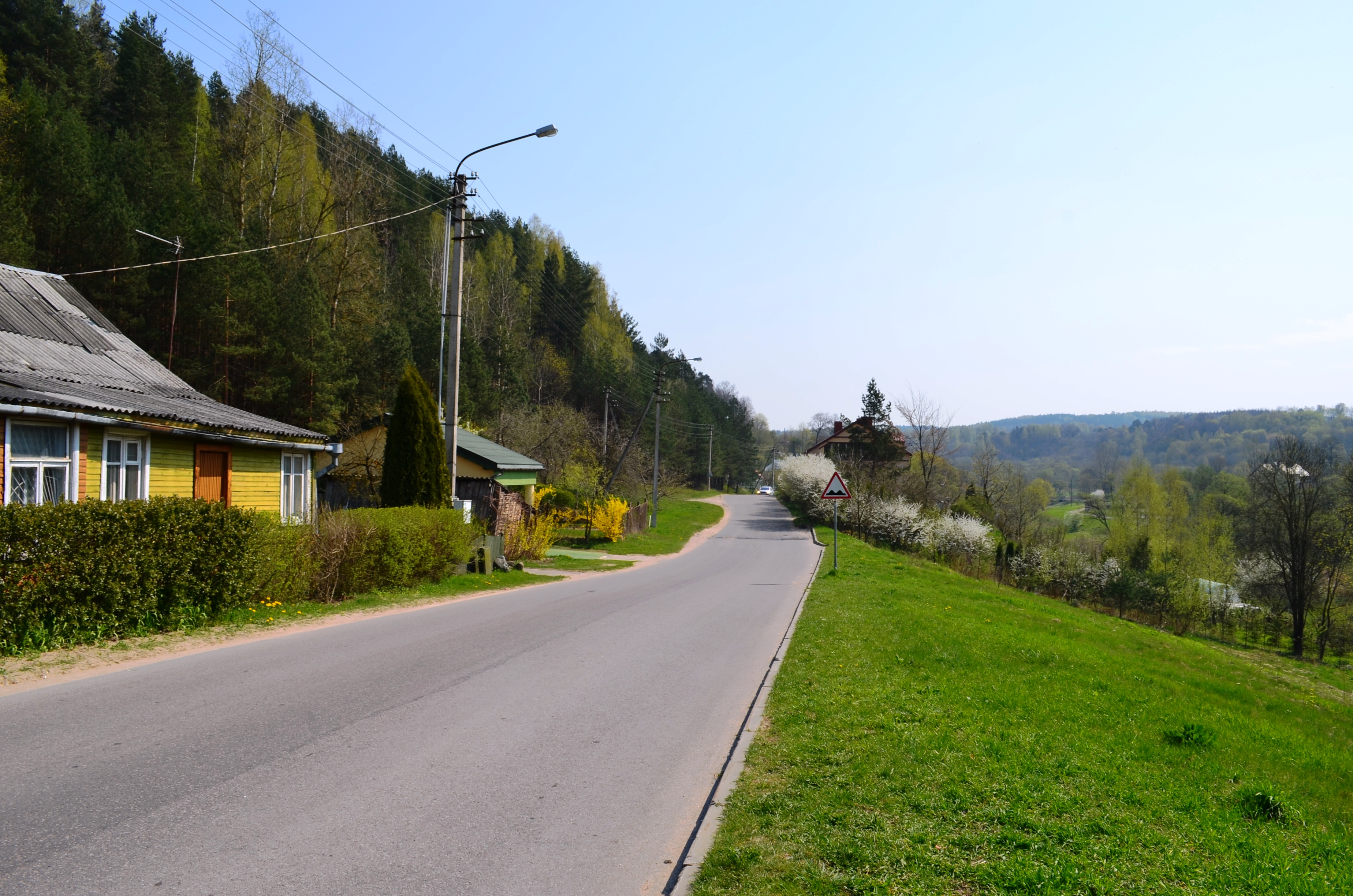
Calle de Belmontas
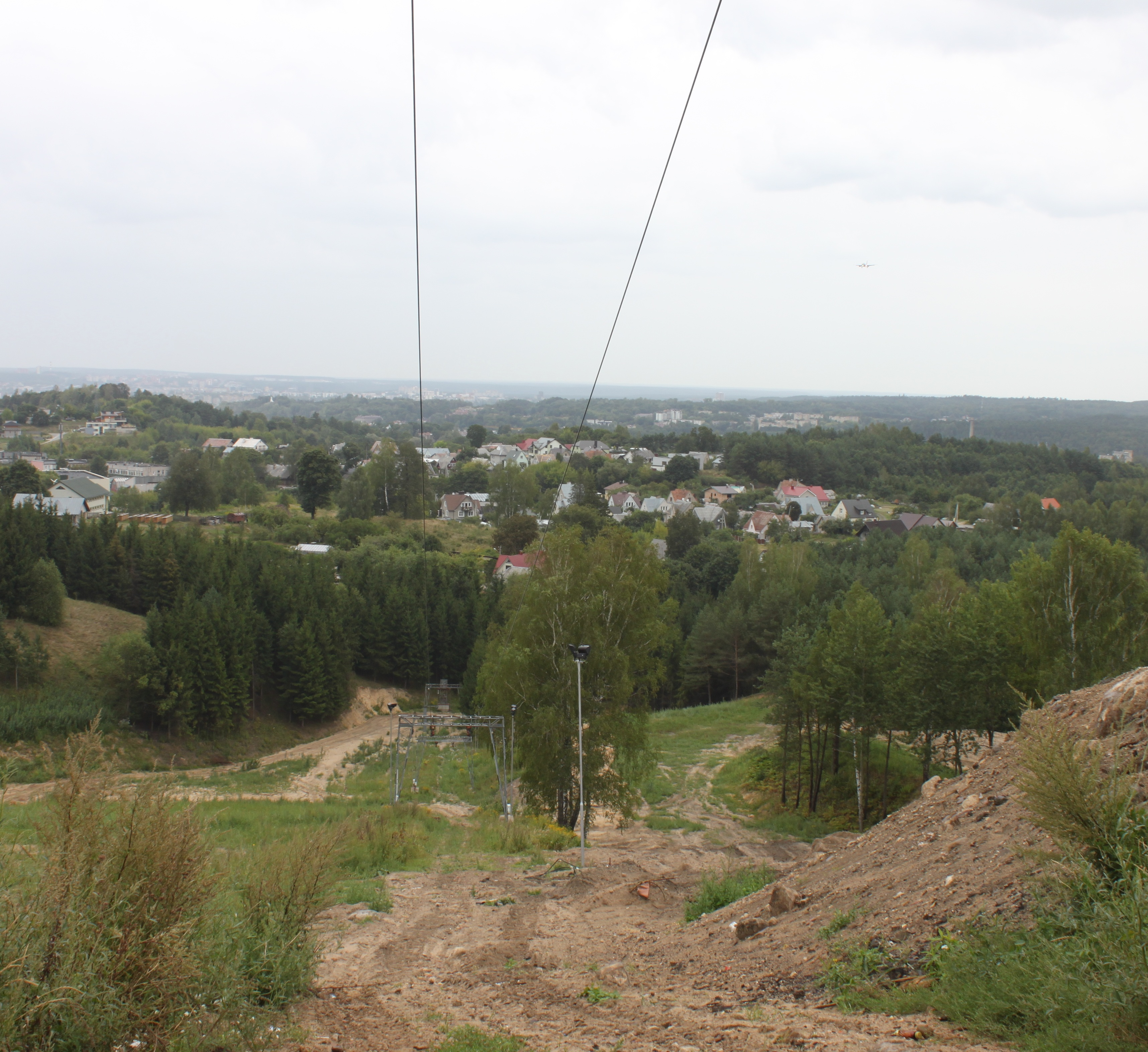
Panorama de monte Laimis
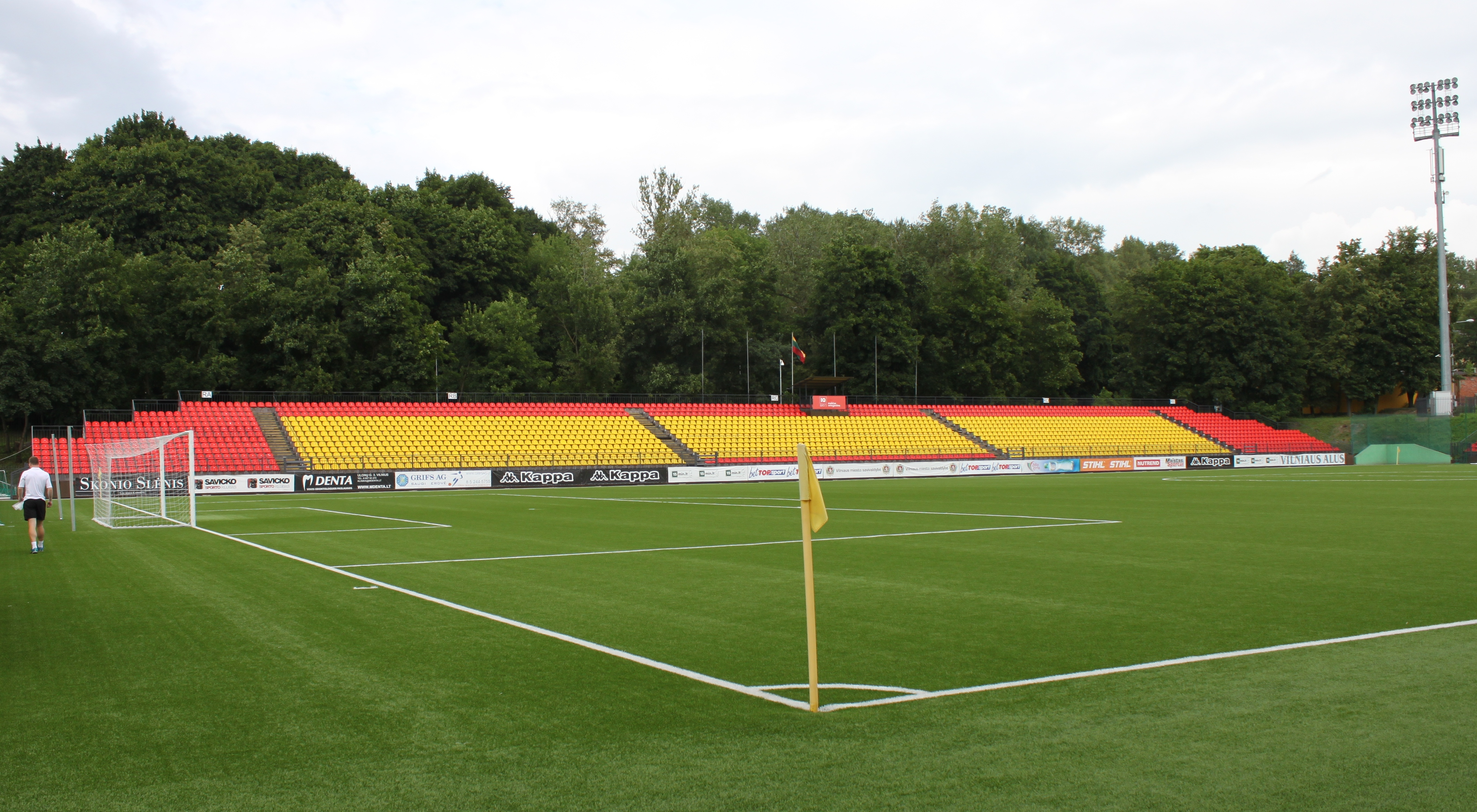
Estadio LFF
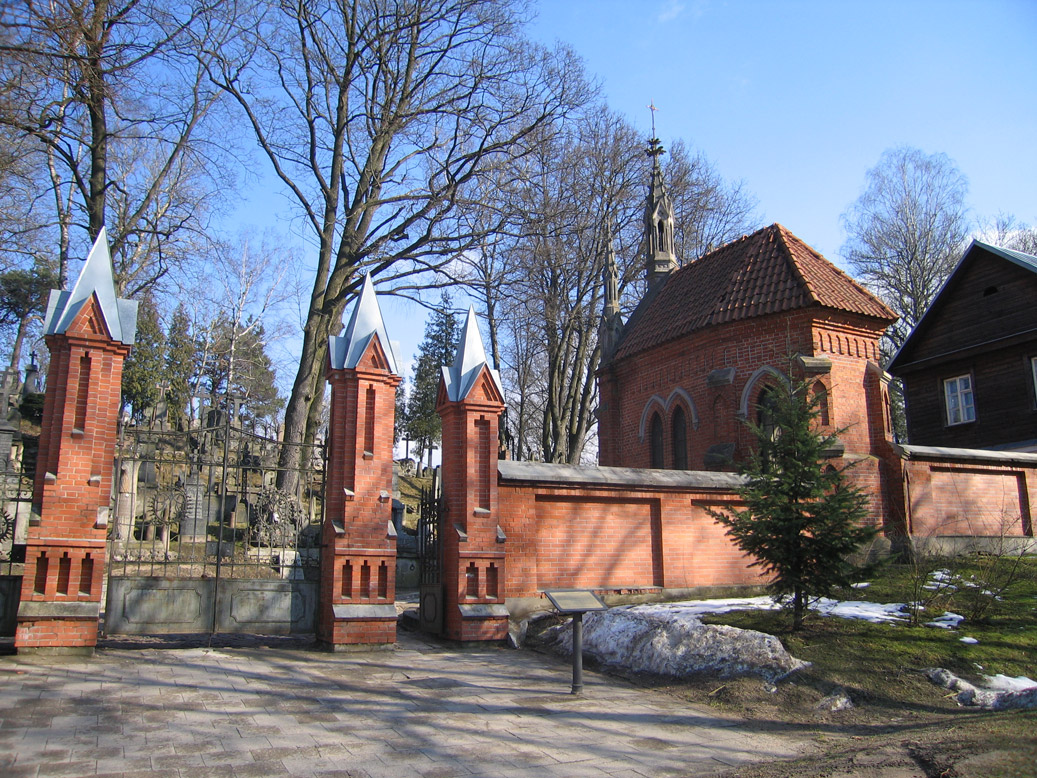
Cementerio de Rasos